# Gueto de Izbica
El gueto de Izbica fue un gueto judío creado por la Alemania nazi en Izbica, en la Polonia ocupada, durante la Segunda Guerra Mundial, que sirvió como punto de transferencia (gueto de tránsito) para la deportación de judíos de Polonia, Alemania, Austria y Checoslovaquia a los campos de exterminio de Bełżec y Sobibor. El gueto fue creado en 1941, aunque los primeros transportes de judíos procedentes del Reich alemán empezaron a llegar allí ya en 1940. Izbica era el gueto de tránsito más grande del Plan Nisko, con una tasa de mortalidad casi igual a la del gueto de Varsovia. El SS- Hauptsturmführer Kurt Engels, conocido por su excepcional crueldad, sirvió como su único comandante.Su adjunto era el SS-Rottenführer Ludwig Klemm.
Otros lugares utilizados como guetos de tránsito fueron Piaski, Rejowiec, Krasnystaw, Opole Lubelskie, Deblin, Zamosc, Chelm, Wlodawa y Międzyrzec Podlaski. Todos, excepto Międzyrzec Podlaski, estaban cerca o directamente en las líneas ferroviarias que conducían a Bełżec y Sobibor respectivamente. Międzyrzec Podlaski se encontraba de camino al campo de exterminio de Treblinka. Un gueto de tránsito significaba que los prisioneros vivían en alojamientos ya existentes y no había ninguna valla vigilada. La prohibición de abandonar el lugar bajo pena de muerte y una extensa vigilancia fueron suficientes para mantener a los prisioneros en este remoto pueblo.

## Historia
Mencionada por primera vez en un documento eclesiástico de 1419, Izbica se convirtió en ciudad en 1750, y Augusto III de Polonia le concedió privilegios de ubicación, incluido el derecho a un asentamiento judío. Los derechos de ciudad no concluidos anteriormente fueron otorgados en 1540 al Hetman Jan Tarnowski, quien los devolvió a la corona. En 1662 vivían allí unos 23 católicos. En 1744 los judíos de Tarnogóra fueron llevados a Izbica por Antoni Granowski, quien les aseguró los privilegios de la ciudad independientemente del antiguo asentamiento preexistente.

Fue un importante centro de comercio y comercio; con el tiempo la ciudad se convirtió en un shtetl habitado casi en su totalidad por judíos polacos.

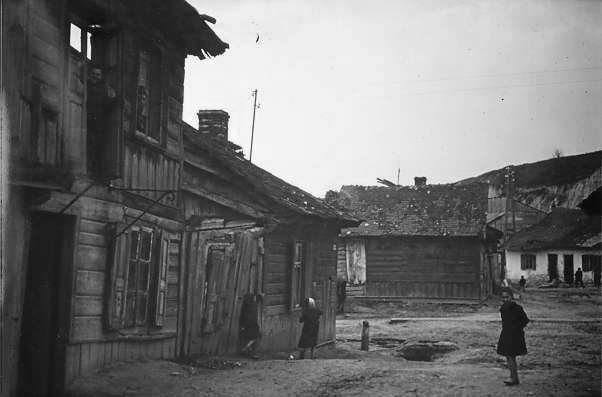
En el llamado shtetl, los residentes que hablaban predominantemente yiddish vivían principalmente en casas de madera.

En 1827 contaba con 51 casas y 407 habitantes, todos ellos judíos. En 1860 la población se triplicó hasta alcanzar los 1.450 judíos. En el siglo XIX, la ciudad fue un centro notable del judaísmo jasídico, particularmente gracias al gran rabino tzadikim Mordejai Josef Leiner, quien fue discípulo de Mendel de Kotsk, y a su hijo, el gran rabino Yaacov Leiner, quien estableció la dinastía jasídica de Ishbitz. El gran rabino Yaakov Leiner fue el autor de Beit Ya'akov y padre del Tzadik Gershon Janokh Leiner de Radzyn.
Tras el regreso de Polonia a la independencia tras la Primera Guerra Mundial, la ciudad creció significativamente. Se pavimentaron las calles y se reconstruyó el mercado. Según el censo de 1921, Izbica tenía 3.085 habitantes, incluidos 2.862 judíos, pero en 1939, el número total aumentó a aproximadamente 6.000, con 5.098 judíos. Izbica se expandió particularmente bien gracias a la vía pavimentada entre Lublin y Zamość y a la línea ferroviaria a Zamość inaugurada en 1917.
la ciudad fue ocupada por los alemanes. Durante la AB-Aktion contra la intelectualidad polaca fueron arrestados y asesinados numerosos cristianos polacos destacados. Los judíos fueron brutalizados y robados desde el comienzo de la ocupación.
En el marco de la invasión alemana y soviética de Polonia en 1939, durante las primeras etapas de la Segunda Guerra Mundial, Izbica fue ocupada el 15 de septiembre de 1939 por tropas alemanas, las cuales, all cabo de unos días, la abandonaron, ya que según las disposiciones del Pacto Ribbentrop-Mólotov debía estar en la zona de ocupación soviética. El Ejército Rojo entró en Izbica y fue recibido con entusiasmo por la población judía. Los comunistas locales, dirigidos por el zapatero Abram Wajs, organizaron la "milicia roja" que empezó a desarmar a los soldados polacos. Sin embargo, a finales de septiembre -bajo las disposiciones del Tratado Germano-Soviético de Amistad, Cooperación y Demarcación, que redefinió las esferas de influencia de ambas potencias totalitarias- los soviéticos se retiraron de la ciudad. A principios de octubre, Izbica se encontró nuevamente bajo ocupación alemana.
Varios judíos, en su mayoría jóvenes, escaparon con las tropas soviéticas. Algunas fuentes estiman el número de fugitivos en alrededor de 1.000. En el período de transición entre la retirada del Ejército Rojo y la entrada de los alemanes se produjeron actos de violencia antisemita. Se suponía que los polacos locales se vengarían de los casos de colaboración judía con los soviéticos. Una persona murió y muchas otras resultaron heridas.

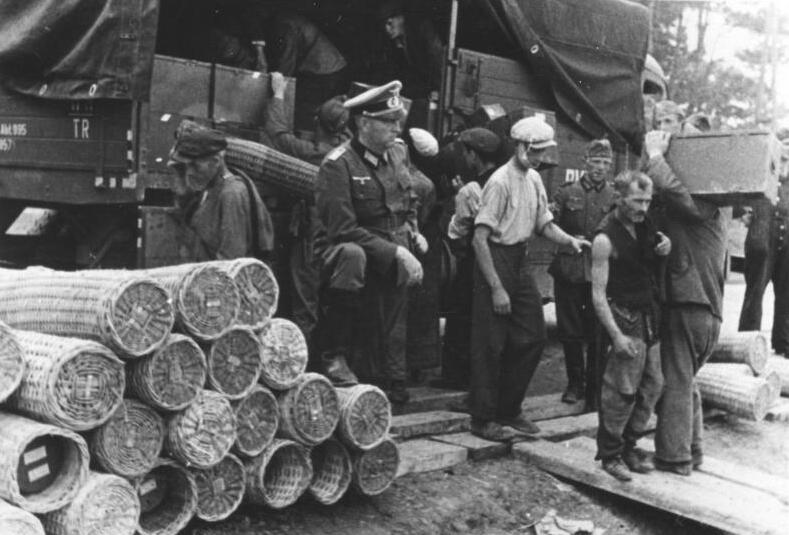
Judíos trabajando descargando municiones en la estación de tren de Izbica, julio de 1941.

Como parte de la Aktion Reinhard, miles de judíos fueron inicialmente acuartelados en pequeñas ciudades como campos provisionales hasta que se completaran los campos de exterminio. Pronto, los ocupantes eligieron Izbica como uno de los lugares de concentración de los judíos que eran expulsados de otras regiones de la Polonia ocupada o reasentados dentro del distrito de Lublin. A la hora de tomar la decisión se tuvo en cuenta el carácter predominantemente judío de la ciudad, así como su conveniente ubicación geográfica, junto a la vía del ferrocarril, en un valle rodeado de colinas por tres lados y por el río Wieprz por el cuarto.  A partir de finales de 1939 comenzaron a llegar a la ciudad judíos desplazados de los territorios polacos anexionados por la Alemania nazi, entre ellos: de Koło, Kalisz y Łódź. En marzo de 1941 llegaron más de mil judíos deportados del distrito de Konin. Al mismo tiempo, en marzo y abril de ese año, llegaron a Izbica casi mil judíos desplazados de Lublin. Como resultado, en agosto de 1941 el número de habitantes del gueto llegó a 7.000, de los cuales aproximadamente 2 mil eran refugiados y personas desplazadas.

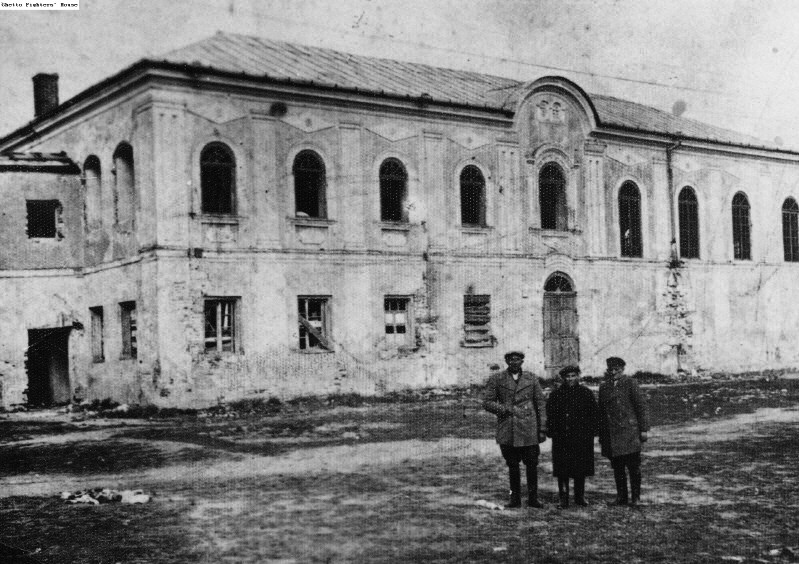
Sinagoga de Izbica. Durante la ocupación, albergó un hospital improvisado.

El antiguo Gauleiter de Viena Odilo Globocnik, ahora responsable de la acción, creó en Izbica un Judenrat basándose en la experiencia anterior de Viena, que se vio obligado a participar en el gueto en interés de las SS. El Judenrat, fue dirigido por Abraham Blatt y con el comerciante Schneidermesser como diputado. En el consejo también estaban: Mosser Sznajd, Milsztajn, Zylberberg, Bron, Klajner. Se formó la policía del gueto judío (ŻSP), formada por unas cuarenta personas. Independientemente de ellos, en Izbica funcionaba una rama de la Autoayuda Social Judía (ŻSS), que gestionaba una cocina popular y un hospital improvisado. Este último estaba ubicado en el edificio de una sinagoga en ruinas. Sólo podía albergar a 40 pacientes y una mesa de cocina normal servía como mesa de operaciones. 
El 3 de enero de 1942, el jefe de la oficina del gobernador general, Josef Bühler, había informado al gobernador del distrito alemán de Lublin, Ernst Zörner, que unos 14.000 judíos alemanes, checos y eslovacos serían llevados a la región de Lublin y deberían permanecer prisioneros allí por un tiempo hasta ser trasladados. Después Izbica fue designada como lugar para un gueto de tránsito. Para mejorar su “capacidad de absorción”, inicialmente alrededor de 1.500 judíos polacos fueron deportados a Krasniczyn y Gorzkow.
El SS Hauptsturmführer Richard Türk dirigió hasta mayo de 1941 el departamento responsable de “Población y Bienestar” (BuF) en el distrito de Lublin y planificó las deportaciones. Su sucesor hasta febrero de 1943 fue Georg Hartig, miembro del Bund Deutscher Osten.  El departamento del BuF en la administración del distrito de Krasnystaw, en cuya zona se encuentra Izbica, estaba dirigido por el secretario de justicia, Rudolf Rieger.
Los judíos que vivían en Izbica fueron mantenidos separados de los recién llegados. Estaban alojados al otro lado de las vías del tren. Además, los judíos traídos desde Alemania y Austria se diferenciaban de los judíos polacos por el color de los símbolos obligatorios de la estrella de David, amarilla para los alemanes y azul para los judíos polacos. Los judíos checos, alemanes y austriacos no sentían mucho vínculo con los "judíos orientales" (Ostjuden), a quienes generalmente percibían como personas que vivían en un nivel cultural y de civilización más bajo. La barrera del idioma también era un problema, ya que la mayoría de los judíos extranjeros no sabían yidis, que era utilizado a diario por los judíos polacos. Estos últimos, a su vez, estaban irritados por la arrogancia de los recién llegados y su falta de respeto por varias reglas del judaísmo, incluidas las reglas Kashrut  La fuerte identificación de los judíos extranjeros con la cultura de sus países de origen se percibía casi como una colaboración.
Además de los judíos de la parte ocupada de Polonia, conocida como Gobierno General, también pasaron por este campo de concentración judíos de Europa occidental. Antes de partir, a los judíos alemanes deportados al distrito de Lublin se les recomendó que llevaran provisiones para 14 días, además de un plato o una olla, una cuchara, una manta y una muda de ropa de cama. Se les permitió llevar una maleta con ropa y productos de higiene, así como un máximo de 80 marcos en efectivo. A los judíos del gueto de Theresienstadt, a su vez, se les prohibió transportar cualquier suma de dinero bajo amenaza de muerte. 
En la práctica, sólo a los judíos de los primeros transportes se les permitía conservar su equipaje y provisiones. En otros casos, la regla era que durante las paradas y la "selección" en Lublin, los vagones con víveres se separaban de los trenes con los deportados. A los judíos también les quitaron todo o la mayor parte de su equipaje. Después de llegar a su destino, resultó que las garantías anteriores de las autoridades alemanas de que los deportados tendrían puestos de trabajo y apartamentos disponibles eran completamente falsas.  Para su sorpresa, los judíos extranjeros se enteraban de que en adelante vivirían en un pobre shtetl polaco, en casas de madera superpobladas y en ruinas, generalmente sin electricidad ni fontanería. El gueto permaneció oficialmente abierto, pero el terreno permitió a los alemanes controlar con relativa facilidad el movimiento de personas. 
El 11 de marzo de 1942 llegó desde Theresienstadt un tren con mil judíos. De marzo a junio de 1942, 17.000 judíos extranjeros fueron deportados a Izbica, entre ellos, ingenieros, médicos, economistas, generales del ejército y profesores de Viena, La Haya, Heidelberg y Breslau, incluido el vicepresidente de Praga.  Los alojaron en barracones de madera en los que cabía aproximadamente la mitad de los prisioneros, apretados unos contra otros como sardinas. El resto se vio obligado a subsistir al aire libre. Los judíos normalmente no permanecían en los cuarteles más de cuatro días, sin casi nada para comer. Muchas víctimas sucumbieron al tifus debido a las malas condiciones sanitarias en el gueto. A los extranjeros, muchos de los cuales hablaban alemán con fluidez, les resultaba más fácil identificarse con sus opresores nazis que a los judíos polacos del interior del gueto. Las denuncias eran habituales. En un lugar con casas de madera, donde antes sólo había 4.500 habitantes, vivían en algún momento más de 19.000 personas. Para hacer espacio para los transportes entrantes, 2.200 judíos locales fueron enviados al campo de exterminio de Bełżec el 24 de marzo de 1942. Desde el campo de concentración, el transporte ferroviario se dirigía a los campos de exterminio de Bełżec y Sobibor. 4.500 judíos fueron fusilados por las SS durante distintos “traslados” en el cementerio local. El gueto de Izbica fue liquidado a partir del 2 de noviembre de 1942, lo que dio lugar a una semana de horribles matanzas en el cementerio. Varios miles de judíos (se estima que unos 4.500)  fueron masacrados en cadena  por el batallón Sonderdienst de Trawnikis ucranianos y arrojados a fosas comunes cavadas a toda prisa. Los asesinatos fueron cometidos por asesinos entrenados que bebían mucho, pero los soldados del Batallón 101 de Policía de Reserva que capturaron a los prisioneros condenados también lo hacían. En lugar del anterior, se creó un segundo gueto más pequeño para unos 1.000 judíos locales. Fue desmantelado el 28 de abril de 1943 y todos los internados restantes fueron enviados al campo de exterminio de Sobibor. De todos los ciudadanos judíos de Izbica (más del 90% de su población antes de la guerra), sólo 14 sobrevivieron al Holocausto. El campo de concentración como gueto de tránsito fue cerrado después del último tren de deportación el 28 de abril de 1943.
Thomas Blatt, un sobreviviente del Holocausto de y en esta región, experimentó varias redadas y deportaciones sorpresivas cuando era niño; su padre era miembro del Judenrat. Blatt y su familia finalmente llegaron a Sobibor, donde sus familiares fueron asesinados inmediatamente, mientras que él sobrevivió como prisionero de trabajo y como participante en el levantamiento de Sobibor. El oficial y combatiente de la resistencia polaca Jan Karski, disfrazado de miliciano ucraniano (trawniki), pudo observar el asesinato en masa de judíos en los campos de exterminio e informarlo al Gobierno de Polonia en el exilio. Sin embargo, después de la guerra también se sospechaba que no había presenciado los acontecimientos directamente en el campo de Bełżec, sino en el gueto de tránsito de Izbica.
En 2006 se reveló un hecho que hasta ahora sólo se ha conocido una vez en la historia del nacionalsocialismo:  La prisión de la Gestapo fue construida con lápidas judías del cementerio local, hoy edificio de una comisaría de policía. Las piedras han sido retiradas con cuidado y devueltas con dignidad al cementerio judío de Izbica, donde fueron colocadas en los muros exteriores de Ohel, el lugar de enterramiento del rabino Mordejai Josef Leiner.

## Uso de la policía judía durante las deportaciones
El alcalde de Izbica, el Volksdeutsche, Jan Szulc (Jan Schultz), fundó su propio departamento de policías judíos de origen checo, la policía del gueto judío. La ventaja de los ocupantes eran sus conocimientos del idioma alemán, además, muchos habían hecho el servicio militar. Esto garantizó a los alemanes orden y disciplina a la hora de preparar las deportaciones. También había agentes de policía judíos (servicio de ordenanzas) que estaban subordinados al Consejo Judío Polaco. Estos departamentos de policía podrían desplegarse según fuera necesario contra las diversas poblaciones judías nacionales.
Las deportaciones llamadas “operaciones de reasentamiento” involucraron no sólo a hombres de las SS y la Gestapo de Izbica, sino también a hombres de las SS de Lublin, Zamosc y Krasnystaw. También participaron activamente los representantes de la administración civil de Krasnystaw, encabezados por el alcalde. Además, se trajeron unidades de guardias del campo de concentración del campo de entrenamiento de las SS en Trawniki, compuestas principalmente por ucranianos y miembros del departamento de bomberos polaco.
Durante mucho tiempo, los judíos extranjeros en Izbica mantuvieron la esperanza de que la deportación desde allí significaría viajar a un lugar de trabajo que obviamente no existía en Izbica.

## Las últimas deportaciones
La penúltima deportación de 1942 tuvo lugar el 2 de noviembre. Posteriormente, el lugar y la región debían quedar completamente “limpios para judíos”. Cuando finalmente partió el último tren, muchos se quedaron en el césped de la estación. Kurt Engels ordenó entonces que todos los judíos restantes fueran encerrados en el cine local. Estuvieron retenidos en este edificio durante días hasta que finalmente los hombres de las SS los sacaron en grupos para fusilarlos en el cementerio judío. Este asesinato de más de 1.000 personas fue presenciado por la población local.
Oficialmente, Izbica ahora se consideraba “limpia de judíos”, aunque todavía había refugiados o personas escondidas en los alrededores.
| Fecha               | Número de deportados | Lugar de partida de los deportados                                                      |
| ------------------- | -------------------- | --------------------------------------------------------------------------------------- |
| 11 de marzo de 1942 | 1001                 | Gueto de Theresienstadt                                                                 |
| 13 de marzo de 1942 | 1003                 | Alemania (probablemente Renania)                                                        |
| 19 de marzo de 1942 | 800–1000             | Alemania (probablemente Renania)                                                        |
| 25 de marzo de 1942 | 955                  | Alemania (probablemente Aquisgrán, Kassel y Coblenza)                                   |
| 27 de marzo de 1942 | 1008                 | Alemania (Frankonia: Incluidos Bamberg, Fürth, Núremberg y Würzburg)                    |
| 9 de abril de 1942  | 998                  | Viena                                                                                   |
| 22 de abril de 1942 | 942                  | Alemania (Duisburg, Düsseldorf, Essen, Krefeld, Mönchengladbach, Oberhausen, Wuppertal) |
| 26 de abril de 1942 | 628                  | Alemania (Baden-Wurtemberg, incluido Stuttgart)                                         |
| 27 de abril de 1942 | 600                  | Gueto de Theresienstadt                                                                 |
| 28 de abril de 1942 | 700–800              | Alemania (Bamberg, Fürth, Núremberg, Schweinfurt, Würzburg)                             |
| 8 de mayo de 1942   | 784                  | Alemania (Fráncfort del Meno)                                                           |
| 12 de mayo de 1942  | 1001                 | Viena                                                                                   |
| 15 de mayo de 1942  | 1006                 | Viena                                                                                   |
| 24 de mayo de 1942  | 835                  | Alemania (Fráncfort del Meno, Wiesbaden)                                                |
| 29 de mayo de 1942  | 1052                 | Eslovaquia (Spišská Nová Ves)                                                           |
| 30 de mayo de 1942  | 1000                 | Eslovaquia (Poprad)                                                                     |
| 5 de junio de 1942  | 1001                 | Viena                                                                                   |

La Encyclopedia of Camps and Ghettos, sin embargo, proporciona datos ligeramente diferentes sobre los transportes extranjeros: su número, su número, los lugares desde donde fueron enviados, así como las fechas de llegada a Izbica. También el Bildungswerk Stanisław Hantz proporciona otros datos.
| Fecha                                   | Número de deportados | Lugar de partida de los deportados                                                      |
| --------------------------------------- | -------------------- | --------------------------------------------------------------------------------------- |
| 13 de marzo de 1942 (llegada a Izbica)  | 1001                 | Gueto de Theresienstadt                                                                 |
| 19 de marzo de 1942 (llegada a Izbica)  | 1003                 | Gueto de Theresienstadt                                                                 |
| 25 de marzo de 1942 (llegada a Izbica)  | 955                  | Alemania (probablemente Aquistrán, Kassel y Coblenza)                                   |
| 27 de marzo de 1942 (llegada a Izbica)  | 1008                 | Alemania (Frankonia: Bamberg, Fürth, Núremberg y Würzburg)                              |
| 9 de abril de 1942 (se puso en camino)  | 998                  | Viena                                                                                   |
| 13 de abril de 1942 (se puso en camino) | 1000                 | Breslavia                                                                               |
| 24 de abril de 1942 (llegada a Izbica)  | 942                  | Alemania (Duisburg, Düsseldorf, Essen, Krefeld, Mönchengladbach, Oberhausen, Wuppertal) |
| 29 de abril de 1942 (llegada a Izbica)  | 628                  | Alemania (Baden-Wurtemberg, incluido Stuttgart)                                         |
| 30 de abril de 1942 (llegada a Izbica)  | 600                  | Gueto de Theresienstadt                                                                 |
| 9 de mayo de 1942 (llegada a Izbica)    | 784                  | Alemania (Fráncfort del Meno)                                                           |
| 15 de mayo de 1942 (llegada a Izbica)   | 1001                 | Viena                                                                                   |
| 18 de mayo de 1942 (llegada a Izbica)   | 1006                 | Viena                                                                                   |
| 26 de mayo de 1942 (llegada a Izbica)   | 835                  | Alemania (Fráncfort del Meno)                                                           |
| 29 de mayo de 1942 (llegada a Izbica)   | 1052                 | Eslovaquia (Nowa Wieś Spiska)                                                           |
| 30 de mayo de 1942 (llegada a Izbica)   | 1000                 | Eslovaquia (Poprad)                                                                     |
| 5 de junio de 1942 (llegada a Izbica)   | 1001                 | Viena                                                                                   |

| Fecha                   | Número de deportados | Destino                                                       |
| ----------------------- | -------------------- | ------------------------------------------------------------- |
| 24 de marzo de 1942     | 2200                 | Bełżec                                                        |
| 14 de mayo de 1942      | ?                    | Sobibor y Majdanek (sólo personas en condiciones de trabajar) |
| junio de 1942           | ?                    | Bełżec                                                        |
| 8-19 de octubre de 1942 | 5000                 | Sobibor                                                       |
| 2 de noviembre de 1942  | 1750                 | Bełżec                                                        |
| enero de 1943           | 800                  | Sobibor                                                       |
| 23-28 de abril de 1943  | 200                  | Sobibor                                                       |
| 23 de abril de 1943     | 280                  | Sobibor                                                       |

## Las diferentes funciones del gueto

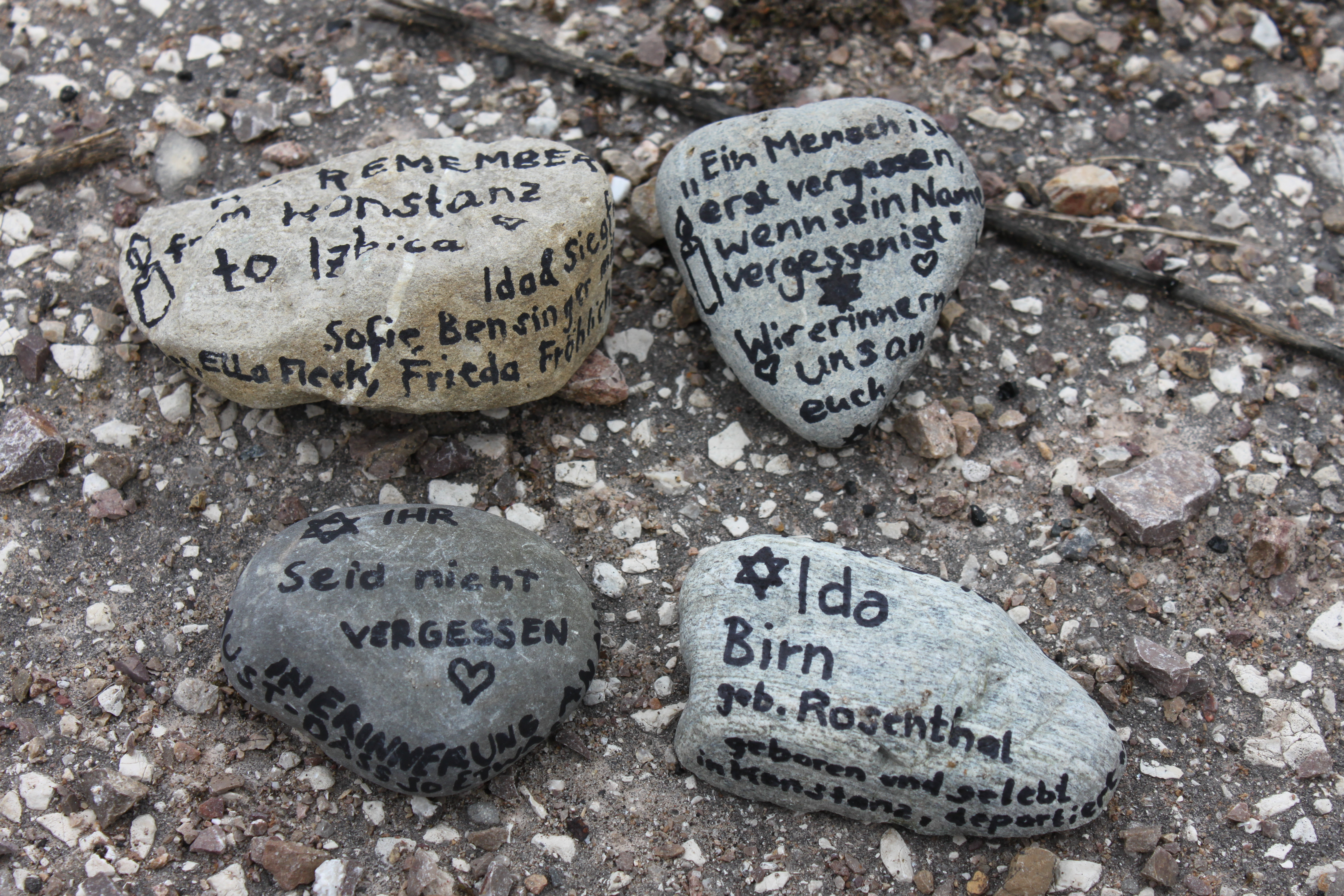
Los visitantes escribieron sobre guijarros en memoria de los deportados de Constanza. Andén en Izbica, 2013.

Robert Kuwałek da dos posibles explicaciones para las distintas funciones de los campos: a) como maniobra engañosa (que recuerda la función de las instituciones intermedias en la campaña de eutanasia T4 en el Reich) y b) como capacidad de reserva hasta que se ampliaran los campos de exterminio. Ambas explicaciones no tienen por qué contradecirse y bien pueden haber servido conscientemente como justificación una junto a la otra. Pero también podría ser que las SS sólo estuvieran interesadas en la capacidad de reserva.
Ya en la primera quincena de marzo de 1942, antes del comienzo de la “Acción Reinhardt”, llegaron al distrito de Lublin transportes de judíos extranjeros y, en su mayoría, fueron conducidos a Izbica. “La existencia de Izbica y también de otros guetos de tránsito plantea a los historiadores la pregunta fundamental de por qué miles de judíos extranjeros fueron llevados a la zona de Lublin y especialmente a estas pequeñas ciudades en la primera mitad de 1942. Hay dos respuestas hipotéticas a esto: las deportaciones a Izbica podrían haber servido simplemente como propaganda. La cuestión era que los nacionalsocialistas querían demostrar a los judíos que permanecían en Alemania, la República Checa o Eslovaquia que en realidad sólo estaban siendo “reubicados” en el Este para trabajar. Por eso al principio todavía existía la opción de enviar mensajes, aunque en la mayoría de los casos estaban fuertemente censurados. La segunda razón podría ser que los campos de exterminio en ese momento aún no tenían capacidad suficiente para albergar tantos transportes. Sólo su ampliación en mayo y junio de 1942 con las cámaras de gas ampliadas permitió matar a un número tan grande de personas.“ Las deportaciones de octubre y noviembre hicieron uso de las capacidades de matanza que ahora estaban disponibles.

## Conmemoración

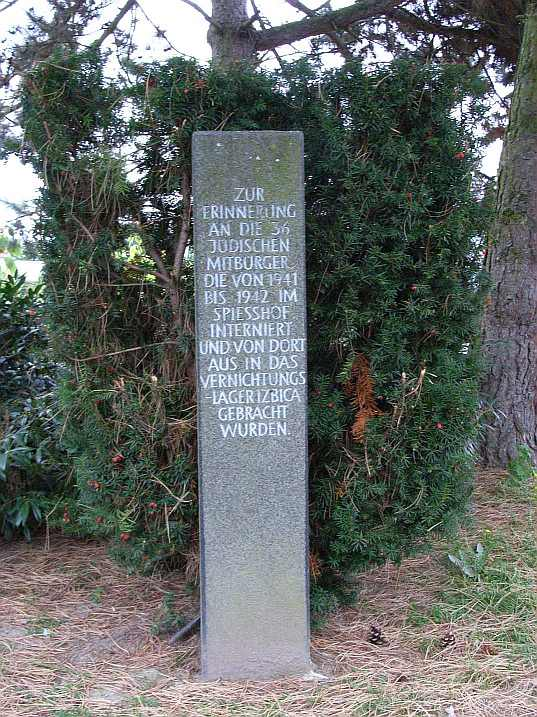
En Hetzerath, una estela conmemora la deportación de 36 personas de Erkelenz a Izbica.

El cementerio judío de Izbica está siendo reconstruido por la Fundación para la Preservación del Patrimonio Judío en Polonia.
En muchas ciudades hay Stolpersteine que en su inscripción mencionan el lugar de deportación como Izbica.
Varios monumentos conmemoran a los asesinados. El 16 de noviembre de 2006 se inauguró una placa conmemorativa en el cementerio judío de Izbica. A la ceremonia asistieron, entre otros, el gran rabino polaco Michael Schudrich y el embajador alemán Reinhard Schweppe. El cartel transmite la historia del antiguo cementerio judío. El 10 de mayo de 2007, los principales municipios de Franconia erigieron en una pequeña plaza de la ciudad una lápida en memoria de los judíos deportados de los distritos administrativos de Franconia. Se trata de un bloque de piedra caliza de concha de Frickenhausen.
En Hetzerath (Erkelenz) hay una estela. En Stuttgart, el monumento en la Nordbahnhof “Zeichen der Erinnerung” recuerda la deportación a Izbica el 26 de abril de 1942. En la estación de tren de Wuppertal-Steinbeck, un obelisco recuerda a los deportados y sus lugares de deportación.
El monumento a las víctimas judías austríacas de la Shoah también cita a Izbica.

## Películas
- Wolfgang Schoen, Frank Gutermuth (autores): Izbica – Drehkreuz des Todes, documental para TV, Alemania, 2006. (Película también sobre las lápidas tapiadas)[53]
- Auf der Suche nach Fritz Kann, Dokumental 2020/2022, producción y dirección Marcel Kolvenbach, Alemania, Polonia, Argentina 100 min, (Tráiler (2022))[54]